# Andreu Avel·lí
Andreu Avel·lí o Andrea Avellino (Castronuovo di Sant'Andrea, Basilicata, 1521 – Nàpols, 10 de novembre de 1608) és un prevere italià, membre de l'Orde dels Clergues Regulars o teatins. Va ser canonitzat el 1712 per Climent XI.

## Vida
Nasqué a Castronuovo nel 1521, fill de Giovanni Avellino i de Margherita Appella; va ser batejat amb el nom de Lancellotto (Lancelot). Va rebre la primera educació del seu oncle Cesare Appella, arxipreste del poble. El 1532 marxà a Senise, lloc proper, a estudiar lletres clàssiques, matemàtiques i música. El 17 d'agost de 1537 el bisbe d'Anglona el va consagrar com a sotsdiaca. Durant quatre anys ajudà el seu oncle a la catequesi de la parròquia; va ser ordenat prevere entre 1545 i 1546, i l'any següent es matriculà a la Universitat de Nàpols per a doctorar-se en Dret.
El 1548 va conèixer el jesuïta Diego Lainez i va freqüentar els exercicis espirituals que dirigia; això va canviar la seva manera de pensar i va decidir de consagrar la seva vida a Déu: acabaria la carrera jurídica, però renunciava al doctorat i entraria a l'orde religiós dels teatins, fundat feia quinze anys i que s'havia establert a Nàpols, a San Paolo Maggiore.
Acabats els estudis, i mentre esperava l'admissió a l'Orde dels Clergues Regulars, va treballar com a advocat a la Cúria Arquebisbal de Nàpols. Va haver de defensar un sacerdot culpable al tribunal: va guanyar la causa, però hi hagué de mentir per fer-ho. Aquest fet el va marca, i va decidir de deixar tot allò que pogués ser un obstacle en el seu servei a Déu.
Va tornar al seu poble i va renunciar a la seva part de l'herència familiar, a favor del seu germà. Poc després va ser cridat a Nàpols pel vicari general, Scipione Rebiba. El 1551 va rebre l'encàrrec de reformar els costum del monestir femení de Sant'Arcangelo a Baiano. La vida religiosa s'hi havia degradat, a causa, entre altres motius, del costum que tenien les famílies nobles de fer ingressar-hi les noies que no havien fet un matrimoni convenient, a canvi de donacions i llegats a la comunitat. Lancellotto va reformar el reglament del monestir, eliminant aquest costum i aplicant la regla rigorosament. Això va fer que es guanyés enemistats i, fins i tot, patís un atemptat contra la seva vida.

### Vida com a teatí
El 14 d'agost de 1556 va entrar com a postulant en els teatins de San Paolo de Nàpols, i el 30 de novembre del mateix any va fer-se novici, prenent el nom d'Andreu, el sant del dia. El 25 de gener de 1558 va prendre els vots de l'orde. L'any següent, a Roma, va ser rebut per Pau IV, cofundador de l'orde teatí, i el 1560 va ser nomenat mestre de novicis, càrrec que ocupà durant deu anys.
El 1567 va ser nomenat prepòsit de San Paolo Maggiore de Nàpols, també durant deu anys. Va ser visitador de l'orde a la Llombardia de 1573 a 1577 i de Campània entre 1590 i 1591.
Les seves regles en aquest càrrec van ser:
- actuar segons el criteri de la saviesa, amb fermesa i dolcesa;
- imitar Crist, que primer va ensenyar amb l'exemple i després amb la paraula;
- tenir present el consell de Sant Bernat de Claravall als superiors del seu orde: vegeu molt, dissimuleu molt, corregiu poc;
- valorar la bona voluntat dels germans i la seva tasca, i donar-la a conèixer perquè sigui exemple a d'altres.

El maig del 1585, durant la revolta ciutadana contra G. B. Starace, que era considerat responsable de la crisi i la carestia que patia la ciutat, Andreu Avel·lí va fer de mediador i va posar a disposició dels necessitats els recursos de l'orde.

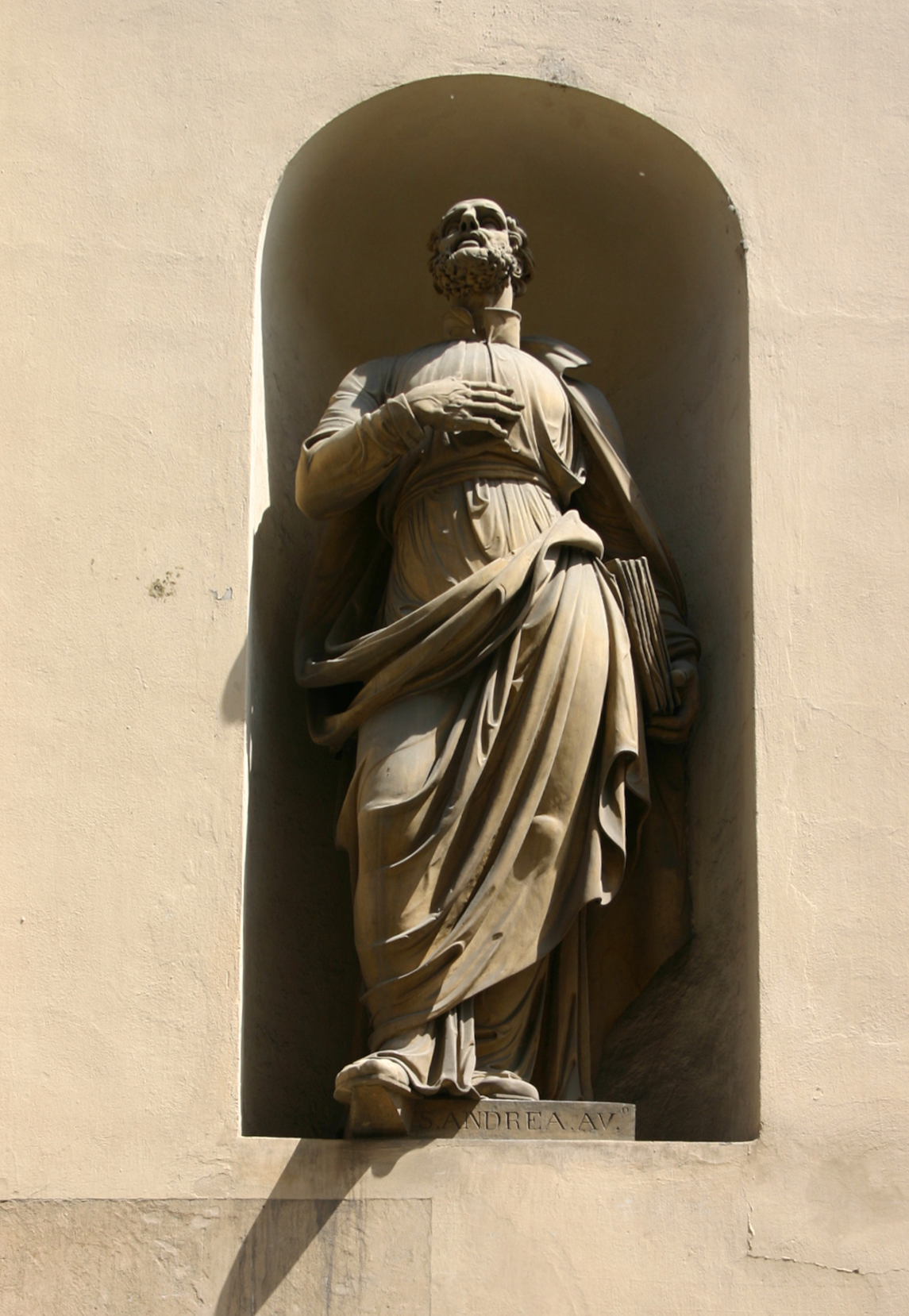
Estàtua a Milà
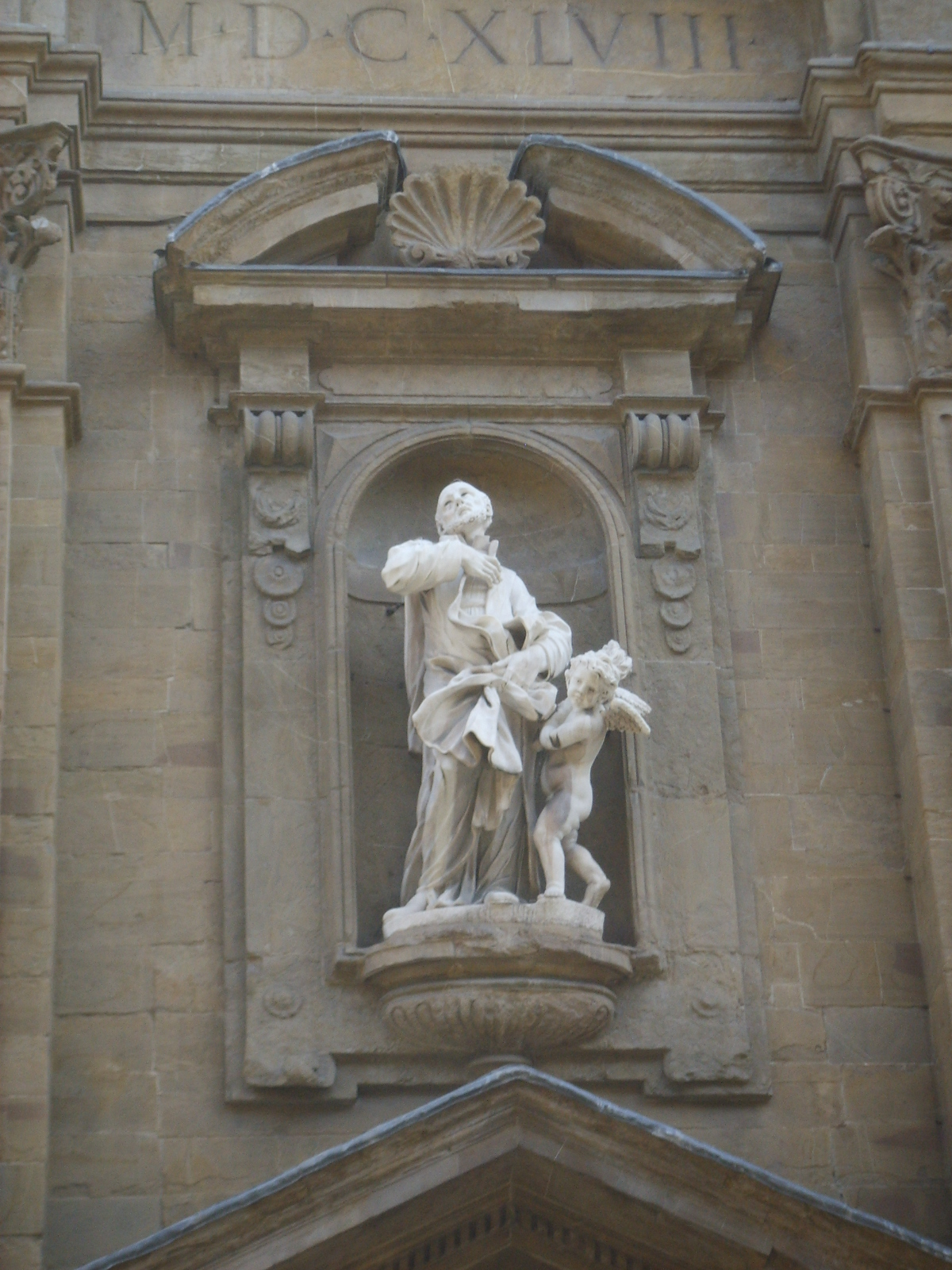
Escultura a la façana de Santi Michele e Gaetano de Florència
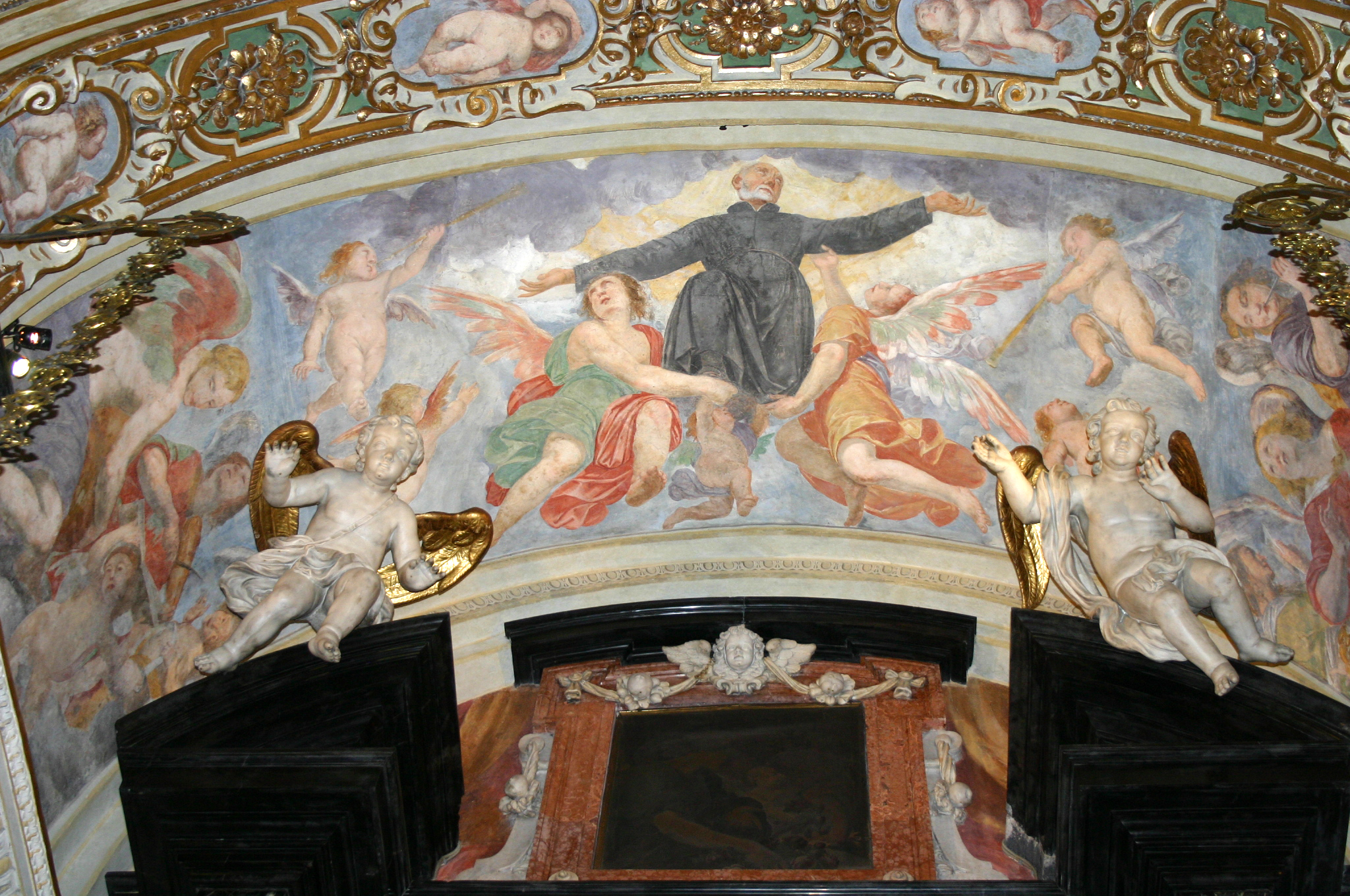
Apoteosi del sant, per Ercole Procaccini, segle xviii, a Sant'Antonio Abate de Milà
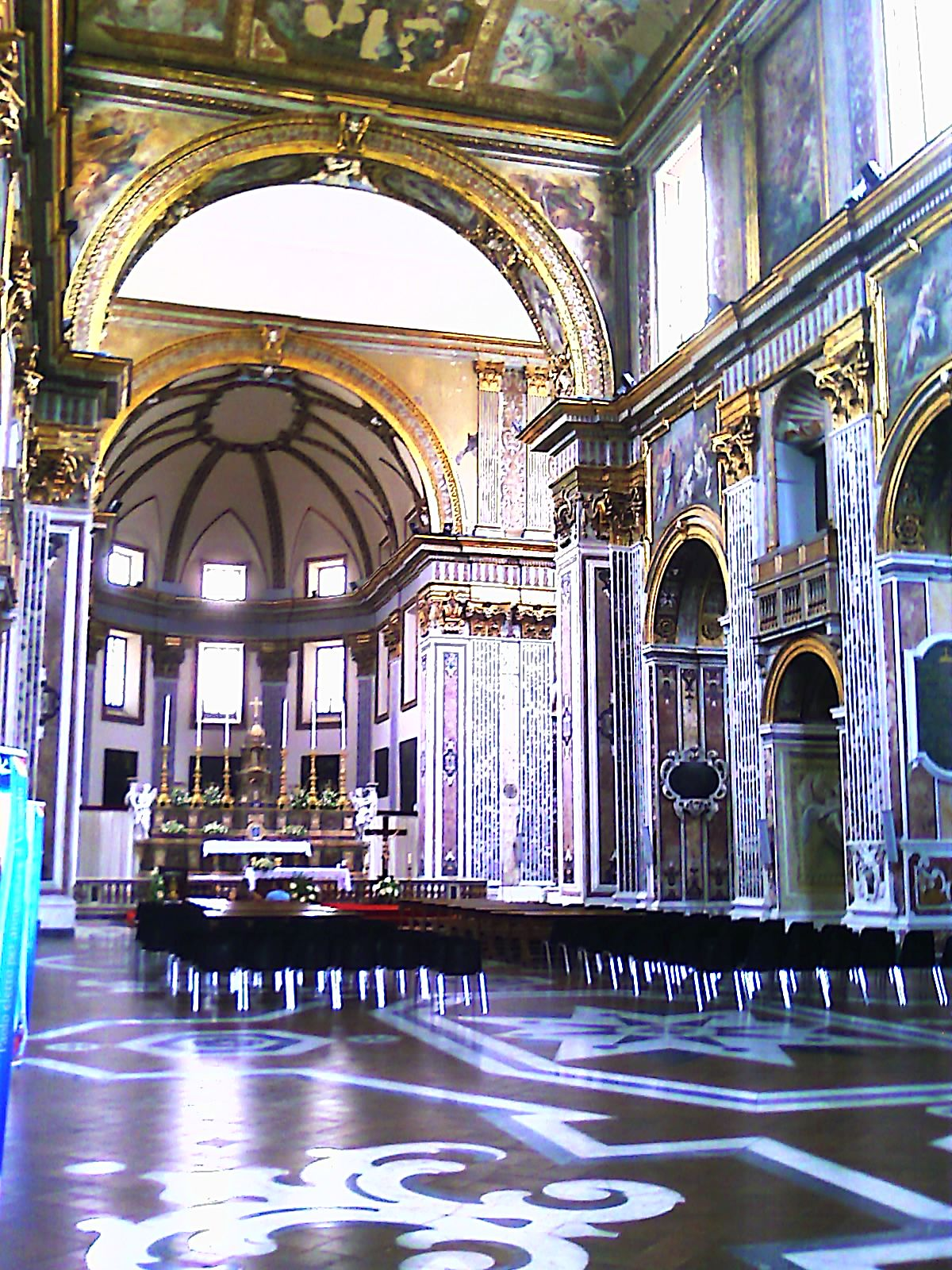
S. Paolo Maggiore, lloc d'enterrament
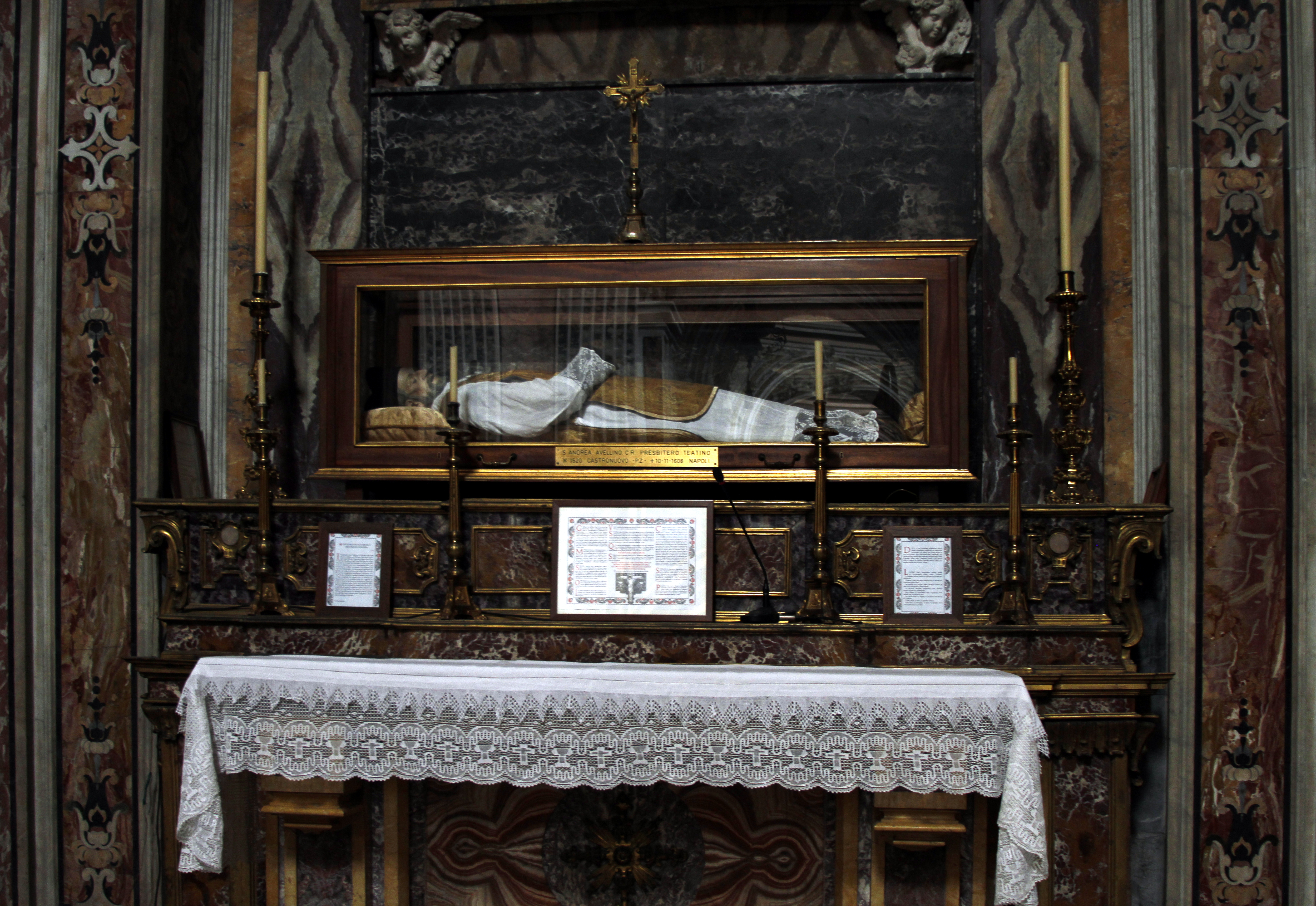
Urna amb les restes del sant

L'orde es va expandir durant el seu generalat, sobretot a Nàpols, Milà i Roma. La seva activitat epistolar va ser intensa, i també va escriure tractats i opuscles d'exegesi i ascètica. Als seus escrits és palesa la devoció a la Mare de Déu. Va considerar els seus mestres: Agustí d'Hipona, Joan Crisòstom, Bernat de Claravall i Tomàs d'Aquino. El seu deixeble més conegut va ser el teatí Lorenzo Scupoli, autor del Combattimento spirituale.
Va morir el 10 de novembre de 1608. Va ser sebollit a San Paolo Maggiore de Nàpols.

## Veneració
El procés de beatificació va iniciar-se el desembre de 1614, essent proclamat beat per Urbà VIII el 14 d'octubre de 1624 i sant el 22 de maig de 1712 per Climent XI. La seva festivitat és el 10 de novembre, aniversari de la seva mort.